# 戴安娜 (臺灣歌手)
戴安娜（英文名：Jin，1982年11月1日—），台灣企業家，現任電商Boojimo董事長。超級星光大道第二屆參賽者。
出生於臺灣臺北市，幼時移民到加拿大，因為對音樂的喜愛，從小學習古典鋼琴、小提琴，高中開始學習吉他。大學時期獨自搬去多倫多，攻讀錄音工程，並在當地遇到許多音樂製作領域的天才，開始了自己寫歌、做曲的日子；2007年5月1日回到台灣，希望能在亞洲發展自己的音樂理念，希望能為華語樂壇注入與眾不同的新風格。
於星光二班創造話題並累積大量經驗的戴安娜，後與好友成立經紀公司「女帝娛樂」，組成團體 MISSTER 於 2011 年 2 月 25 號在台灣正式出道。透過自家公司舉辦兩屆的 Miss Mr. 中性定調選秀，甄選出 5 位中性風格的女生，成軍後祕密培訓 2 年，推出首張專輯《特先生》。成員擅長舞蹈樂器，顛覆華語女子團體的甜美風格。
2014 年 5 月推出個人專輯《懺悔》，重新演繹梅豔芳的〈下輩子別再做女人〉，獲得廣大迴響與好評；2014 年 11 月公開出櫃。此外，戴安娜積極關心流浪狗，是演藝圈內知名的愛狗人士。
2016 年開始接觸區塊鏈產業。
2018年，以 Maxonrow 亞洲執行長身分，獲「一帶一路亞洲人物高峰論壇」頒發「品牌戰略獎」。
2020年投資電商平台 Boojimo現為董事長

## 工作經歷
- 前 Misster 團員
- 女帝娛樂 經紀公司：創辦人之一
- Mary's Doggies 台灣瑪莉愛狗協會 理事會成員
- 臺灣工作犬協會秘書長

## 參與活動
- 2018年8月9日，東協數位經濟高峰會（ASEAN digital economy Summit）
- 2018年8月25日至26日，中國深圳一帶一路亞洲人物高峰論壇；獲頒「品牌戰略獎」
- 2018年9月9日，馬來西亞金融科技區塊鏈峰會
- 2018年9月19至20日，新加坡黃金贊助共識會議
- 2018年11月28日，美國北美區塊鏈博覽會
- 2019年4月16日至17日，達沃斯世界經濟論壇
- 2019年7月8日至12日 ，GIS Taiwan 台灣集思論壇

## 主持作品
- MTV 音樂台－日韓音樂瘋
- MEN'S UNO 男模選秀節目
- MTV 台－亞洲明星專訪
- FOX 國際－美劇活動主持
- GagaOOLala - 酷兒台灣

## 電視作品
- 溫哥華新秀大賽（1999），滾石學園美少女（1999）
- 中視《電視大國民》，（殘酷舞臺）（國民大變身）（2000）
- 八大電視《學園爭霸》（2000）
- 溫哥華新秀 Hip Hop大賽（2002）
- 東森電視《全球新人王》（2005）
- 山東衛視《聯盟歌會》（2006）
- 最佳人氣與最具話題人物（2006）
- 超級星光大道 (第二屆) （2007）
- 超級星光大道 星光傳奇賽 （2010）
- 好女生音樂會（2010）
- 中天康熙來了（2010、2011）
- 中視綜藝大哥大（2011）
- 台視百萬大歌星（2011）
- 壹電視文茜的虛擬秀（2011）
- 香港TVB勁歌金曲、變身男女Chok Chok Chok、兄弟幫
- 湖南衛視天天向上（2011）
- 中國深圳一帶一路亞洲人物高峰論壇 (2018)

## 平面作品
- 《FHM》2010 四月號
- 《美麗佳人》雜誌 2010 十月號
- 香港《ReSpect》2011七月號
- 《蘋果日報》寵物專訪（2011）
- 《自由時報》女子拳擊專訪（2011）
- 《明周雜誌》專訪（2015）

## 音樂作品
- 星光二班《你們是我的星光》〈女人花〉（2008）
- Linda《愛。現》專輯〈愛情九宮格〉作詞
- Linda《愛。現》專輯〈拒絕溫柔〉合唱
- MISSTER《特先生》首張精緻專輯
- 個人專輯《懺悔》（2014）

## 作品

### 音樂作品
| 專輯        | 專輯資料                                                  | 曲目                                                                                   |
| ----------- | --------------------------------------------------------- | -------------------------------------------------------------------------------------- |
| Misster 1st | 首張專輯《特先生》 - 發行日期：2011年2月25日 - 語言：國語 | 曲目 1. Bomb Bomb Bomb 2. 玩夠沒 3. Stay 4. 超級愛人 5. 鋼鐵人 6. 換我保護妳 7. 第一者 |
| 個人 1st    | 首張專輯《懺悔》 - 發行日期：2014年5月 - 語言：國語       | 曲目 1. 下輩子別再做女人 2. 一起到永遠好嗎？                                           |

## 超級星光大道

### 第二屆《超級星光大道》比賽成績
| 集數  | 首播日期   | 主題              | 演唱歌曲     | 原唱者        | 分數 | 備註                    |
| 第2集 | 2007/07/27 | 百人淘汰賽 (下)   | 被遺忘的時光 | 蔡琴          | 16分 | 過關 表演 FreeStyle RAP |
| 第3集 | 2007/08/03 | 音樂故事指定賽    | 女人花       | 梅艷芳        | 19分 | 過關                    |
| 第5集 | 2007/08/17 | 拿手歌曲PK賽 (下) | 菊花台       | 周杰倫        | 15分 | 敗安欽雲16分，失敗      |
| 第6集 | 2007/08/24 | 雙人合唱決定賽    | 愛死你       | 柯有倫&莫文蔚 | 15分 | 與安欽雲合唱，過關      |
| 第7集 | 2007/08/31 | 我的出生年代歌曲  | Diana        | 保羅·安卡     | 11分 | 失敗                    |
| 第8集 | 2007/09/07 | 我的主打歌        | 等不及       | 徐懷鈺        | 16分 | 失敗 名次為前20強       |
| ----- | ---------- | ----------------- | ------------ | ------------- | ---- | ----------------------- |

### 《超級星光大道 星光傳奇賽 》比賽成績
| 集數  | 首播日期   | 主題                    | 演唱歌曲        | 原唱者             | 分數 | 備註                            |
| 第1集 | 2010/05/21 | 重返榮耀 24強晉級資格賽 | Nothin' On You  | 火星人布魯諾&B.o.B | 18分 | 晉級                            |
| 第3集 | 2010/06/04 | 史無前例 跨屆一對一PK   | Love In The Ice | 東方神起           | 17分 | 敗胡采書19分，失敗 名次為前18強 |
| ----- | ---------- | ----------------------- | --------------- | ------------------ | ---- | ------------------------------- |

## 外部連結
- （中文）女帝娛樂
- （中文）戴安娜的新浪微博
- （中文）戴安娜的X（前Twitter）
- （中文）戴安娜的Facebook專頁
- （中文）戴安娜的YouTube頻道JIN's Vlog （页面存档备份，存于）

1. ↑  . COCO01. 2019-03-18  [2019-09-17].
2. ↑  盧薇淩. . ETtoday. 2018-08-27. （原始内容存档于2019-04-20）.